# Euforia (album)
Euforia è un doppio album dal vivo del gruppo Madredeus, pubblicato nel 2002.

## Tracce

### Disco 1
1. Os Dias São a Noite
2. Oxalá
3. O Labirinto Parado
4. Anseio (Fuga Apressada)
5. Afinal: A Minha Canção
6. Ecos Na Catedral
7. Não Muito Distante
8. O Olhar
9. A Lira: Solidão No Oceano
10. Palpitação

### Disco 2
1. Ergue-Te ao Sol
2. O Pomar das Laranjeiras
3. A Tempestade
4. Um Raio de Luz Ardente
5. A Capa Negra (Mano a Mano)
6. A Vida Boa
7. Graça: A Última Ciência
8. O Segredo Do Futuro
9. A Quimera
10. Tarde, Por Favor
11. Vozes No Mar
12. Vem, (Além de Toda a Solidão)
13. Alfama
14. Os Foliões
15. Haja O Que Houver